# Armoiries de la province de Liège

Armoiries de la province de Liège

Armoiries de la principauté de Liège

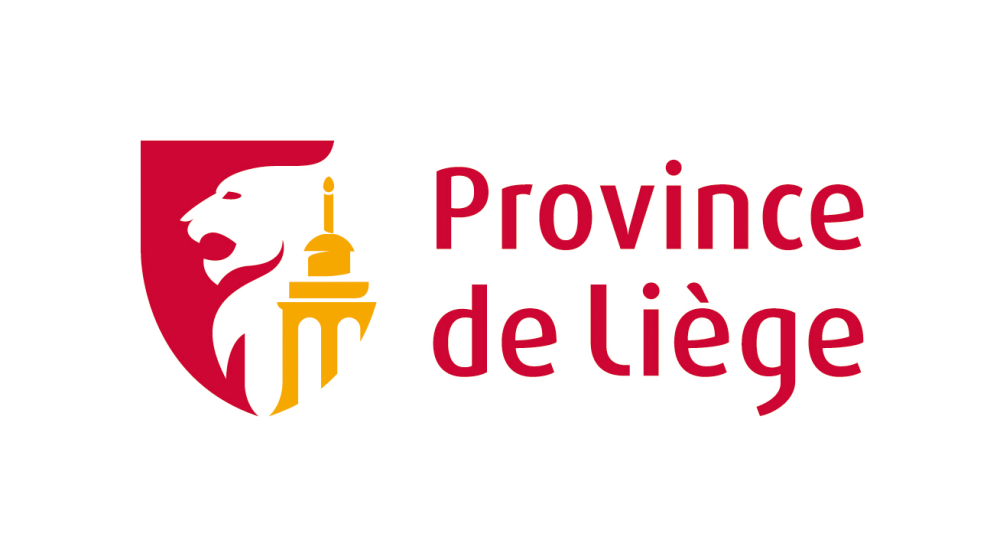
Logotype de la province de Liège

Les armoiries de la province de Liège sont très proches des armoiries de la principauté de Liège. Depuis le 21 mars 2008, la province de Liège a adopté un logotype, qui a vocation à remplacer ses armoiries dans la plupart des documents officiels et sur son site internet. On retrouve dans ce logotype plusieurs éléments des armoiries : les couleurs jaune, blanche et rouge, le lion et le perron.

## Origine
On retrouve les mêmes éléments dans les armoiries de la province et les armoiries de la principauté, à savoir les armes de la ville de Liège, du duché de Bouillon, du marquisat de Franchimont, du comté de Looz et du comté de Horn. Notons qu'aujourd'hui, si Franchimont se trouve bien en province de Liège, Bouillon fait partie de la province belge de Luxembourg, Looz appartient à la province belge de Limbourg et Horn se trouve dans la province néerlandaise de Limbourg (commune de Leudal).

## Blasonnement
Le blasonnement des armes de la province de Liège est : « écartelé : en 1, de gueules au perron haussé, supporté par trois lions sur trois degrés, monté d'une pomme de pin, sommé d'une croix pattée, le tout d'or, accosté d'un L et G majuscules du même ; en 2, de gueules, à la fasce d'argent ; en 3, d'argent, à trois lions de sinople, armés et lampassés de gueules, et couronnés d'or ; en 4, burelé (10) d'or et de gueules ; enté en pointe d'or, à trois cors de chasse de gueules, virolés et enguichés d'argent. » Pour faire plus court, on dit aussi : « écartelé : en 1, de Liège ; en 2 de Bouillon ; en 3, de Franchimont ; en 4, de Looz ; enté en pointe de Horn. »
Le blasonnement des armes de la principauté de Liège est : « écartelé : en 1, de gueules, à la fasce d'argent ; en 2, d'argent, à trois lions de sinople, armés et lampassés de gueules, et couronnés d'or ; en 3, burelé (10) d'or et de gueules ; en 4, d'or, à trois cors de chasse de gueules, virolés et enguichés d'argent ; sur le tout de gueules au perron haussé, supporté par trois lions sur trois degrés, monté d'une pomme de pin, sommé d'une croix pattée, le tout d'or, accosté d'un L et G majuscules du même. » Pour faire plus court, on dit aussi : « écartelé : en 1, de Bouillon ; en 2 de Franchimont ; en 3, de Looz ; en 4, de Horn ; sur le tout de Liège. »

## Galerie

Armoiries de la ville de Liège
Armoiries du duché de Bouillon
Armoiries du marquisat de Franchimont
Armoiries du comté de Looz
Armoiries du comté de Horn